# Miriangials
Els miriangiales (Myriangiales) són un ordre de fongs ascomicots de la classe dels dotideomicets (Dothideomycetes)  que principalment són fitopatògens.
Els seus cossos fructífers no tenen ostíols. Són sapròfits o epífits.

## Famílies
Eriksson (2006) va dividir aquest ordre en dues famílies:
- Família Elsinoaceae (amb dos gèneres)
- Família Myriangiaceae (amb onze gèneres)